# Oleksandrivka, Nova Odesa
Oleksandrivka (în ucraineană Олександрівка) este un sat în comuna Antonivka din raionul Nova Odesa, regiunea Mîkolaiiv, Ucraina.

## Demografie
Componența lingvistică a localității Oleksandrivka
     Ucraineană (87,5%)
     Română (12,5%)
Conform recensământului din 2001, majoritatea populației localității Oleksandrivka era vorbitoare de ucraineană (87,5%), existând în minoritate și vorbitori de română (12,5%).